# La Familia
La Familia este numele unei formații românești de hip-hop, unii dintre pionierii principali ai genului în anii '90, din cartierul bucureștean Balta Albă, sectorul 3, o zonă care în acele vremuri era considerată rău-famată.

## Biografie
La Familia s-a format ca trupă în anul 1996, pe străzile din zona Sălăjan a cartierului Balta Albă, București, avându-i ca membri pe Dragoș „Puya” Gărdescu și Tudor Sișu. Cei doi au avut o ascensiune rapidă, cucerind publicul din România prin atitudinea lor nouă pentru piața muzicală, ei fiind apreciați pentru stilul original, pentru viziunea lor asupra vietii de cartier și pentru depictarea detaliată a Bucureștiului acelor vremuri.
Albume precum „Nicăieri nu-i ca acasă”, „Bine ai venit în paradis” sau „Familiarizează-te” le-au adus aprecierea fanilor și criticilor de gen, iar La Familia a devenit un punct de referință în Hip-Hop-ul românesc. 
Piese precum „Tupeu de borfaș”, „Vorbe” sau „Probleme de familie” vorbesc despre problemele de cartier, cu care cei doi membri erau deja familiarizați. În anul 2003, Sișu este arestat pentru trafic de droguri și este condamnat la 3 ani de închisoare, o lovitură mare pentru întreaga mass-medie. Doi ani mai tarziu, in 2005 este eliberat condiționat, dar în scurt timp revine la închisoare, fiind găsit în posesia unei mari cantități de droguri la doar 6 luni de la eliberare. 
Trupa a mai întâmpinat probleme când i s-a interzis să mai folosească numele de „La Familia”. Puya a afirmat că cei de la B.U.G. Mafia au înregistrat numele "La Familia" la OSIM și i-au cerut 15.000 de euro pentru a putea să-l folosească în continuare. Acest gest a șocat consumatorii de hip-hop din România, iar reacția lui Puya a fost simbolică: a luat naștere single-ul „Foame de bani” în care critică atitudinea foștilor colegi de concerte și care este unul din cele mai cunoscute disstrack-uri din hip-hopul românesc.
A urmat albumul cu același nume, "Foame de bani" lansat fără Tudor Sișu și lansarea videoclipului "Adevărul gol-goluț" (piesă regăsită pe album). In anul 2006, când Sișu a revenit din închisoare, Sisu & Puya au lansat un nou album - "O mare familie" unde au colaborat cu numeroase nume importante din Hip-Hop-ul românesc (C.I.A., Verbal, Codu' Penal, Brugner, s.a.). Tot atunci este lansat videoclipul piesei "Tot în familie", în care își face apariția Florin Călinescu. Patru ani mai târziu, după procese și judecată, Sișu & Puya își câștigă numele de La Familia în instanță și lanseaza videoclipul "Consecințe" în colaborare cu Cedry2k & Bibanu' (piesă ce a făcut parte din soundtrack-ul lung-metrajului "Eu când vreau să fluier, fluier"). 
A urmat o pauză de 11 ani în care membrii trupei s-au concentrat pe carierele solo, ambii lansând un număr de 4 (Puya), respectiv 7 (Sișu) albume solo. La 20 de ani distanță de la lansarea primului lor album, "Băieți de cartier", La Familia lansează un nou album, după o pauză de 11 ani intitulat "Codul bunelor maniere". Prima piesă lansată de pe album, "În realitate" (20 aprilie 2017) a dat startul videoclipurilor extrase din noul material. Revenirea celor doi este marcată și prin organizarea unui mega-concert La Familia, acasă, în Sălăjan; pe Insula Artelor din Parcul IOR.

## Sișu & Puya
În anul 1998, la un an distanta de la albumul de debut, La Familia lansează al doilea material intitulat „Nicăieri nu-i ca acasă”, fiind declarat cel mai bine vândut album de hip-hop din România. Videoclipul piesei „Tupeu de borfaș” a fost difuzat de posturile muzicale românești de specialitate (Atomic, MCM).
„Ca la noi” (EP lansat în anul 2000) dă naștere unui nou videoclip de succes, cel al piesei „Vorbe”. Clipul a fost inspirat din cursele ilegale de mașini organizate în cartierul Sălăjan. În acelasi an, Sișu își dă startul carierei solo prin lansarea albumului „Strada mea” iar Puya promite fanilor că va lansa un album intitulat „Până la capăt în felu meu”. 
În anul 2001, La Familia a lansat albumul intitulat „Familiarizează-te”, prin intermediul căruia au introdus un nou nume feminin în hip-hop-ul românesc: Honey.
2003 a fost un an de succes din punct de vedere al albumelor, fiind lansate maxi-singleurile „Viață bună” și „Zi de zi” — Maxi Single, dar și materialul lui Puya, „Punct și de la capăt” Piesa „Zi de Zi” a fost interzisă de CNA după doar 3 săptămâni de la lansare. În octombrie 2003 Sișu este arestat și condamnat la 3 ani de închisoare sub acuzația de consum și trafic de droguri de mare risc. 
În anul 2004 apare singleul „Foame de bani” în care Sișu & Puya au atacat dur formația B.U.G. Mafia, acuzată că le-ar fi cerut 15.000 de euro pentru numele „La Familia”. Întregul efect duce la schimbarea numelui în „Sișu și Puya”. În acelasi an, Sișu și Puya au înființat labelul Scandalos Music și odată cu lansarea compilației „Sud Stil Party” (2005) Dj Wicked (Nicula Daniel) a intrat oficial în trupă.
În octombrie 2005 Sișu a fost eliberat condiționat după executarea a 2 ani din pedeapsa privativă de libertate. În iunie, a fost arestat din nou de poliție sub acuzația de trafic și consum de droguri de mare risc. Procesul a început în iunie 2006, iar Sișu a rămas în arest până în octombrie 2007 când a fost ridicată măsura de arest preventiv de către Tribunalul București și înlocuită cu interdicția de a părăsi țara. Procesul a luat sfârșit în 2010, Sișu fiind găsit vinovat și condamnat la o nouă pedeapsă de patru ani de închisoare cu executare.
În toamna anului 2006 Puya, împreună cu ARAS, a inițiat și a desfășurat o campanie anti-drog intitulată „Învață să alegi”, iar aceasta s-a desfășurat în circa 30 de orașe.
Un an mai târziu, Sișu și Puya au înființat ONG-ul „Agenția Spartacus”, ce se ocupă cu apărarea drepturilor deținuților și a persoanelor implicate în anchete penale. Tot în 2007 Sișu și Puya au intentat proces trupei B.U.G. Mafia și au cerut anularea înregistrării numelui La Familia de la OSIM, iar Tribunalul București le dă câștig de cauză. Sentința a fost definitivă și irevocabilă, iar băieții se pot prezenta din nou ca trupa "La Familia".

## Reuniunea trupei
În anul 2017, după 11 ani de la lansarea ultimului album, La Familia revine cu un nou album, numit „Codul bunelor maniere”, lansat în cadrul concertului aniversar (20 de ani de la formarea trupei) din 9 iunie 2017, în Parcul IOR (Insula Artelor) din București.

## Discografie

### Albume de studio
| Anul              | Album                       | Casa de discuri                          |
| ----------------- | --------------------------- | ---------------------------------------- |
| 16 august 1997    | Băieți de cartier           | Cat Music / Media Services               |
| 06 mai 1998       | Nicăieri nu-i ca acasă      | Cat Music / Media Services               |
| 12 august 1999    | Bine ai venit în paradis... | Cat Music / Media Services               |
| 22 iunie 2001     | Familiarizează-te           | Cat Music / Media Services               |
| 03 mai 2003       | Punct și de la capăt        | Cat Music / Media Services / Rebel Music |
| 07 iulie 2004     | Foame de bani               | Scandalos Music / MediaPro Music         |
| 01 iunie 2006     | O mare familie              | Scandalos Music / Roton / R.U.L.         |
| 09 iunie 2017     | Codul bunelor maniere       | Scandalos Music / Global Records         |
| 12 noiembrie 2023 | FOARTE                      | Scandalos Music / Rebel Music            |

### Extended play-uri
| Anul               | Extended play | Casa de discuri            |
| ------------------ | ------------- | -------------------------- |
| 17 septembrie 2000 | Ca la noi     | Cat Music / Media Services |

### Maxi-Single-uri
| Anul              | Maxi-Single                         | Casa de discuri                          |
| ----------------- | ----------------------------------- | ---------------------------------------- |
| 21 februarie 1999 | Dumnezeu e băiat de cartier (oare?) | Cat Music / Media Services               |
| 01 februarie 2003 | Zi de zi                            | Cat Music / Media Services               |
| 22 iulie 2003     | Viață bună                          | Cat Music / Media Services / Rebel Music |
| decembrie 2005    | Pune-i la pământ                    | Scandalos Music / Roton / R.U.L.         |

### Best of
| Anul          | Album Best of            | Casa de discuri                  |
| ------------- | ------------------------ | -------------------------------- |
| 23 iunie 2007 | De 10 ani tot în familie | Scandalos Music / Roton / R.U.L. |

## Albume solo

### Puya
- Până la capăt în felul meu (2001)
- Muzică de tolăneală și depravare (2008)
- Românisme - Partea I (2009)
- Românisme - Partea II (2009)
- Maidanez (EP) (2013)
- Aventurile domnului Puy(a) (2019)
- Oameni ca noi (2025)

### Sișu
- Strada mea (2000)
- Vacanță în Mexic (2009)
- Temnița luminii (2011)
- Jurnal De Vacanță (2012)
- Marea Evadare (2014)
- Uvertura (EP) (2016)
- Symphonia (2016)
- StradaVarius (2018)
- Visul lui Tudor (2019)
- Băieți mari (2021)
- Nocturn (2024)

## Single-uri
- 1999 - Tupeu de borfaș (feat. Marijuana)
- 2000 - Vorbe (feat. Uzzi)
- 2001 - Zile însorite (feat. Honey)
- 2001 - 12 noaptea
- 2003 - Zi de zi (feat. Don Baxter & Cabron)
- 2003 - Viață bună (feat. Don Baxter)
- 2004 - Foame de bani
- 2004 - Adevărul gol goluț
- 2005 - Pune-i la pământ
- 2005 - Gândește liber (generic Pro TV)
- 2006 - Mai vrei (feat. C.I.A. & Alex Velea)
- 2006 - Mișcă-te (versurile lui Sișu sunt interpretate de Gigis)
- 2007 - Tot în familie
- 2007 - Ne știm din cartiere (generic Pro TV)
- 2010 - Consecințe (feat. Cedry2k & Bibanu' miXXL)
- 2010 - Pești mici
- 2017 - În realitate (feat. Guz)
- 2017 - FAK (cu Jianu)
- 2017 - Curaj (feat. Connect-R)
- 2017 - Demonii (feat. Marius Feder & Mahia Beldo)
- 2017 - Mama M-a Facut de Piatra (feat. Alex Musat)
- 2017 - Codul bunelor maniere (feat. Guz)
- 2017 - Portret de politician (feat. Rashid)
- 2018 - Tatal Nostru (feat. F. Charm)
- 2018 - Secolul Egoului (feat. Karie)
- 2018 - Trenul vieții (feat. Jianu & Mahia Beldo)
- 2018 - Dulce Razbunare (feat. M3taphour)
- 2020 - La marginea Europei (feat. Cedry2k)
- 2021 - Terorist (feat. Oana Marinescu)
- 2022 - Vremuri ciudate (feat. Cedry2k)
- 2024 - Alte vorbe (feat. Pietonu')